# Anrich Nortje
Anrich Arno Nortje (* 16. November 1993 in Uitenhage, Südafrika) ist ein südafrikanischer Cricketspieler, der seit 2019 für die südafrikanische Nationalmannschaft spielt.

## Kindheit und Ausbildung
Nortje besuchte die Brandwag High und erhielt einen bachelor of Commerce von der Nelson Mandela Metropolitan University.

## Aktive Karriere
Nortje konnte zunächst im First-Class-Cricket für die Warriors überzeugen, als er in der Saison 2016/17 der fünftbeste und in der Saison 2017/18 der zweitbeste Bowler in Südafrika war. Herausstechen konnte er dann auch zu Beginn der heimischen Twenty20 Liga, der Mzansi Super League 2018/19, wo er für die Cape Town Blitz spielte. Jedoch zog er sich dann eine Knöchelverletzung zu und musste das verbliebene Turnier aussetzen. Sein Debüt in der Nationalmannschaft gab er dann in der ODI-Serie gegen Sri Lanka im März 2019. In der Serie konnte er dann im dritten Spiel 3 Wickets für 57 uns erzielen. Jedoch zog er sich im Mai eine Daumen-Fraktur zu und verpasste so den Cricket World Cup 2019 im Sommer. Zu Beginn der Saison 2019/20 gab er dann bei der Tour in Indien sein Debüt im Test- und Twenty20-Cricket. Nachdem er dabei nicht herausragte, wurde er dennoch bei der folgenden Tour gegen England in den Tests eingesetzt. Dabei gelangen ihm 3 Wickets für 56 Runs im ersten und 3 Wickets für 61 Runs im zweiten Test. Im vierten Test der Serie konnte er dann mit 5 Wickets für 110 Runs sein erstes Five-for erzielen. Bei der darauf folgenden Tour gegen Sri Lanka erreichte er im zweiten Test 6 Wickets für 56 Runs. In Pakistan folgten dann noch einmal 5 Wickets für 56 Runs im zweiten Test. Beim im April stattfindenden Gegenbesuch der pakistanischen Mannschaft erreichte er dann in den ODIs einmal vier (4/51) und einmal drei (3/63) Wickets.
Im Sommer 2021 reiste er dann mit dem Team in die West Indies, wobei er im ersten Test im ersten Innings 4 Wickets für 35 Runs und im zweiten Innings 3 Wickets für 46 Runs erreichte. Im November spielte er dann für Südafrika beim ICC Men’s T20 World Cup 2021, wobei er unter anderem gegen Bangladesch 3 Wickets für 8 Runs erzielte. Daraufhin zog er sich eine Hüftverletzung zu, die ihn den Rest der Saison beeinträchtigte. Im Sommer 2022 reise er mit dem Team nach England. Dort konnte er in der ODI-Serie 4 Wickets für 53 Runs erreichen und in den Tests drei Mal drei Wickets (3/63 und 3/47 im ersten und 3/82 im zweiten Test).